# Готфрид фон Флекенщайн
Готфрид фон Флекенщайн (на немски: Gottfried von Fleckenstein; † сл. 1129) е първият известен благородник от фамилията на имперските министериали Флекенщайн от Елзас и господар на замък Флекенщайн (на френски: Château de Fleckenstein) в Елзас. Той е споменат за пръв път през 1129 г.

## Деца
Готфрид фон Флекенщайн има трима сина:
- Годефридус фон Флекенщайн (* пр. 1165; † сл. 1189)
- Конрадус фон Флекенщайн (* пр. 1165; † сл. 1189), дядо на Хайнрих I фон Флекенщайн († 1259)
- Фридерикус фон Флекенщайн (* пр. 1165)

## Галерия
- Замък Флекенщайн
- Останки от замък Флекенщайн